# Matías Pisano
Matías Pisano (13 de diciembre de 1991; Buenos Aires, Argentina) es un futbolista argentino que juega como mediocampista. Desde el 2025 se desempeña en Cúcuta Deportivo, de la Categoría Primera B de Colombia.

## Trayectoria
Se inició en el equipo de baby fútbol de la Sociedad de Fomento Fernando Hidalgo, ubicada en José León Suárez. Pisano debutó en la primera de Chacarita Juniors a los 17 años el 20 de junio de 2009 en un partido correspondiente a la última fecha de Primera B Nacional 2008/09 frente a Almagro donde anotó un gol.
En la temporada 2012/2013, vistiendo la tricolor de Chacarita, tuvo una destacada performance anotando 10 goles en 33 jugando excelentes partidos y marcando golazos. Con sus gambetas llevó a "Chaca" a pelear el ascenso junto con Ramón Lentini.
Luego de permanecer varios años en Chacarita, Pisano fue transferido en julio de 2013 al Club Atlético Independiente.
Tras jugar los primeros partidos entrando como suplente, convirtió en la cuarta fecha ante Atlético Tucumán en la derrota de su equipo por 2 a 1.
Luego de la asunción de Omar De Felippe como director técnico en la quinta fecha, Pisano ganaría la titularidad y se convertiría en uno de los estandartes en la recuperación del equipo que finalizó el año 2013 en zona de ascenso. Convirtió un gol en la fecha 13 para abrir el camino de la victoria frente a un rival directo como Crucero del Norte. Su tercer gol para el conjunto de Avellaneda llegaría en la fecha 22 de visitante en la victoria contra Brown de Adrogué por 2 a 1, luego de una jugada de Federico Insúa. En un partido en el cual Independiente se jugaba sus chances de mantenerse a tiro por el ascenso contra Defensa y Justicia, Matias iniciaría la remontada con un gol de volea.
En 2014, logra el ascenso y la vuelta a la primera categoría con el conjunto de Avellaneda. El 23 de noviembre marcaría su primer gol en primera división, en el clásico frente a Boca Juniors por la fecha 17 del Torneo de Transición, estableciendo la igualdad transitoria (1-1). El partido terminaría favorable a Boca por 3 a 1, lo cual terminaría disipando las aspiraciones de Independiente a obtener el título en su primer torneo luego del ascenso. Finalmente, el equipo terminaría el campeonato en la cuarta posición, promediando un buen desempeño.
Luego de rescindir su contrato con el club Al-ittihad Kalba firmó con la Asociación Atlética Argentinos Juniors.

## Estadísticas

### Clubes
Actualizado hasta su último partido disputado el 8 de junio de 2025.
| Club                          | Div.          | Temporada     | Liga  | Liga  | Liga   | Copas nacionales | Copas nacionales | Copas nacionales | Torneos internacionales | Torneos internacionales | Torneos internacionales | Total | Total | Total  |
| Club                          | Div.          | Temporada     | Part. | Goles | Asist. | Part.            | Goles            | Asist.           | Part.                   | Goles                   | Asist.                  | Part. | Goles | Asist. |
| ----------------------------- | ------------- | ------------- | ----- | ----- | ------ | ---------------- | ---------------- | ---------------- | ----------------------- | ----------------------- | ----------------------- | ----- | ----- | ------ |
| Chacarita Juniors Argentina   | 2.ª           | 2008-09       | 1     | 1     | 1      | —                | —                | —                | —                       | —                       | —                       | 1     | 1     | 1      |
| Chacarita Juniors Argentina   | 1.ª           | 2009-10       | 6     | 0     | 2      | —                | —                | —                | —                       | —                       | —                       | 6     | 0     | 2      |
| Chacarita Juniors Argentina   | 2.ª           | 2010-11       | 13    | 0     | 3      | —                | —                | —                | —                       | —                       | —                       | 13    | 0     | 3      |
| Chacarita Juniors Argentina   | 2.ª           | 2011-12       | 3     | 0     | 3      | 1                | 0                | 0                | —                       | —                       | —                       | 4     | 0     | 3      |
| Chacarita Juniors Argentina   | 3.ª           | 2012-13       | 35    | 10    | 2      | 2                | 1                | 0                | —                       | —                       | —                       | 37    | 11    | 2      |
| Chacarita Juniors Argentina   | 2.ª           | 2024          | 28    | 6     | 5      | 1                | 0                | 0                | —                       | —                       | —                       | 29    | 6     | 5      |
| Chacarita Juniors Argentina   | Total club    | Total club    | 86    | 17    | 16     | 4                | 1                | 0                | 0                       | 0                       | 0                       | 90    | 18    | 16     |
| C. A. Independiente Argentina | 2.ª           | 2013-14       | 41    | 4     | 7      | 3                | 0                | 2                | —                       | —                       | —                       | 44    | 4     | 9      |
| C. A. Independiente Argentina | 1.ª           | 2014          | 16    | 1     | 7      | —                | —                | —                | —                       | —                       | —                       | 16    | 1     | 7      |
| C. A. Independiente Argentina | 1.ª           | 2015          | 28    | 2     | 9      | 2                | 0                | 0                | 4                       | 0                       | 1                       | 34    | 2     | 10     |
| C. A. Independiente Argentina | Total club    | Total club    | 85    | 7     | 23     | 5                | 0                | 2                | 4                       | 0                       | 1                       | 94    | 7     | 26     |
| Cruzeiro E. C. · Brasil       | 1.ª           | 2016          | 4     | 1     | 0      | 10               | 0                | 1                | —                       | —                       | —                       | 14    | 1     | 1      |
| Cruzeiro E. C. · Brasil       | Total club    | Total club    | 4     | 1     | 0      | 10               | 0                | 1                | 0                       | 0                       | 0                       | 14    | 1     | 1      |
| Santa Cruz F. C. · Brasil     | 1.ª           | 2016          | 11    | 1     | 0      | —                | —                | —                | 4                       | 0                       | 1                       | 15    | 1     | 1      |
| Santa Cruz F. C. · Brasil     | Total club    | Total club    | 11    | 1     | 0      | 0                | 0                | 0                | 4                       | 0                       | 1                       | 15    | 1     | 1      |
| Club Tijuana · México         | 1.ª           | C-2017        | 10    | 0     | 0      | 3                | 0                | 0                | —                       | —                       | —                       | 13    | 0     | 0      |
| Club Tijuana · México         | 1.ª           | A-2017        | 3     | 0     | 0      | 3                | 0                | 0                | —                       | —                       | —                       | 6     | 0     | 0      |
| Club Tijuana · México         | Total club    | Total club    | 13    | 0     | 0      | 6                | 0                | 0                | 0                       | 0                       | 0                       | 19    | 0     | 0      |
| C. A. Talleres (C) Argentina  | 1.ª           | 2017-18       | 6     | 0     | 2      | —                | —                | —                | —                       | —                       | —                       | 6     | 0     | 2      |
| C. A. Talleres (C) Argentina  | Total club    | Total club    | 6     | 0     | 2      | 0                | 0                | 0                | 0                       | 0                       | 0                       | 6     | 0     | 2      |
| C. A. Aldosivi Argentina      | 1.ª           | 2018-19       | 21    | 4     | 1      | 4                | 0                | 0                | —                       | —                       | —                       | 25    | 4     | 1      |
| C. A. Aldosivi Argentina      | 1.ª           | 2022          | 16    | 0     | 0      | 16               | 2                | 0                | —                       | —                       | —                       | 32    | 2     | 0      |
| C. A. Aldosivi Argentina      | Total club    | Total club    | 37    | 4     | 1      | 20               | 2                | 0                | 0                       | 0                       | 0                       | 57    | 6     | 1      |
| América de Cali · Colombia    | 1.ª           | 2019          | 26    | 4     | 1      | 2                | 0                | 0                | —                       | —                       | —                       | 28    | 4     | 1      |
| América de Cali · Colombia    | 1.ª           | 2020          | 5     | 1     | 0      | —                | —                | —                | 2                       | 1                       | 0                       | 7     | 2     | 0      |
| América de Cali · Colombia    | Total club    | Total club    | 31    | 5     | 1      | 2                | 0                | 0                | 2                       | 1                       | 0                       | 35    | 6     | 1      |
| Argentinos Juniors Argentina  | 1.ª           | 2021          | —     | —     | —      | 8                | 0                | 1                | —                       | —                       | —                       | 8     | 0     | 1      |
| Argentinos Juniors Argentina  | Total club    | Total club    | 0     | 0     | 0      | 8                | 0                | 1                | 0                       | 0                       | 0                       | 8     | 0     | 1      |
| Atromitos F. C. · Grecia      | 1.ª           | 2021-22       | 4     | 0     | 0      | —                | —                | —                | —                       | —                       | —                       | 4     | 0     | 0      |
| Atromitos F. C. · Grecia      | Total club    | Total club    | 4     | 0     | 0      | 0                | 0                | 0                | 0                       | 0                       | 0                       | 4     | 0     | 0      |
| C. A. Palmaflor · Bolivia     | 1.ª           | 2023          | 17    | 5     | 0      | 3                | 0                | 0                | 1                       | 0                       | 0                       | 21    | 5     | 0      |
| C. A. Palmaflor · Bolivia     | Total club    | Total club    | 17    | 5     | 0      | 3                | 0                | 0                | 1                       | 0                       | 0                       | 21    | 5     | 0      |
| Cúcuta Deportivo · Colombia   | 2.ª           | 2025          | 18    | 7     | 0      | —                | —                | —                | —                       | —                       | —                       | 18    | 7     | 0      |
| Cúcuta Deportivo · Colombia   | Total club    | Total club    | 18    | 7     | 0      | 0                | 0                | 0                | 0                       | 0                       | 0                       | 18    | 7     | 0      |
| Total carrera                 | Total carrera | Total carrera | 312   | 47    | 43     | 58               | 3                | 4                | 11                      | 1                       | 2                       | 381   | 51    | 49     |
| 1. 2. 3.                      |               |               |       |       |        |                  |                  |                  |                         |                         |                         |       |       |        |

## Palmarés

### Campeonatos nacionales
| Título              | Club            | País     | Año  |
| ------------------- | --------------- | -------- | ---- |
| Torneo Finalización | América de Cali | Colombia | 2019 |

### Distinciones individuales
| Distinción                                    | Año     |
| --------------------------------------------- | ------- |
| Premio Clarín Revelación en fútbol de Ascenso | 2013    |
| Máximo Asistente de la Primera B Nacional     | 2013/14 |